# النفقة (فلم 1917)
النفقة (بالإنجليزية: Alimony) فيلم دراما أمريكي صامت، عرض عام 1917 من إخراج ايميت فلين وبطوبة رودلف فالنتينو، لويس ويلسون.

## روابط خارجية
- مقالات تستعمل روابط فنية بلا صلة مع ويكي بيانات